# Дятко, Дмитрий Васильевич
Дмитрий Васильевич Дятко (бел. Дзмітрый Васільевіч Дзятко; род. 18 января 1981, Минск) — белорусский учёный-языковед.
Доктор филологических наук (2023), профессор (2023).

## Биография
Родился 18 января 1981 года в Минске.
Окончил  Белорусский государственный педагогический университет имени Максима Танка (БГПУ) по специальности «Белорусский язык и литература. Мировая и отечественная культура» (2003), аспирантуру БГПУ (в форме соискательства) (2007), докторантуру БГПУ (2021).
Тема кандидатской диссертации: «Формирование и состав белорусской математической терминологии» (защищена в 2007 г. в Институте языкознания имени Якуба Коласа НАН Беларуси). Тема докторской диссертации: «Белорусская лингвистическая терминография: генезис, структура, типология» (защищена в 2022 г. в Институте языкознания имени Якуба Коласа Центра исследований белорусской культуры, языка и литературы НАН Беларуси).
Основатель теории системной терминографии.

## Педагогическая работа
С 2003 г. работает в Белорусском государственном педагогическом университете имени Максима Танка. С 2009 г. до 2018 г. − заведующий кафедрой белорусского языкознания. С 2018 г. − заведующий кафедрой языкознания и лингводидактики. Преподает дисциплины «Общее языкознание», «Введение в языкознание», «Белорусское языкознание», «История лингвистики», «Старославянский язык», «История белорусского языка», «Методология лингвистических учений», «Основы лингвистических исследований» и др.
Стажировался в Белорусском государственном университете (Беларусь), Институте лингвистических исследований РАН (Россия), Университете им. Константина Философа (Словакия), Витебском государственном университете им. П. М. Машерова (Витебск).

## Научное представительство
- научный консультант журнала «Роднае слова»;
- член редколлегии журнала «Весці БДПУ. Серыя 1»;
- член редколлегии журнала «Slavica Nitriensia» (Словакия);
- член редколлегии журнала «Cибскрипт» (РФ);
- научный рецензент журнала «ECNU Review of Education» (КНР);
- член научного совета энциклопедии «Культура Беларусі»;
- член Республиканской терминологической комиссии при Национальной академии наук Беларуси;
- член совета по защите диссертаций Д 02.21.01 при БГПУ.

## Научные интересы
Специалист в области лексикографии и терминографии, терминоведения, истории языкознания, современного белорусского литературного языка.
Автор свыше 330 научных публикаций.

## Основные публикации
- «Беларуская матэматычная тэрміналогія: станаўленне, структура, функцыянаванне: манаграфія» (Минск, 2009, 192 с.);
- «Беларускае мовазнаўства: дысертацыі па беларускай мове, абароненыя ў Рэспубліцы Беларусь (1990—2011 гг.): навуковы даведнік» (соавт. С. В. Шаховская; Минск, 2011, 400 с.);
- «Мовазнаўцы: нарысы па гісторыі беларускай лінгвістыкі» (соавт. П. А. Михайлов; Минск, 2017, 496 с.);
- «Беларуская лінгвістычная тэрмінаграфія: манаграфія» (Минск, 2022, 340 с.);
- «Беларуская лінгвістычная тэрмінаграфія: генезіс, структура, тыпалогія: манаграфія» (2-е изд., доп.: Рига, 2022, 739 с.; 3-е изд., перераб. и доп.: Рига, 2022, 773 с.);
- «Беларуская лінгвістычная тэрмінаграфія: слоўнік» (Минск, 2022, 206 с.);
- «Беларуская лінгвістычная тэрмінаграфія: манаграфія» (Рига, 2023, 780 с.) и др.